# Exochus cuneatus
Exochus cuneatus là một loài tò vò trong họ Ichneumonidae.